# Aschersoniodoxa cachensis
Aschersoniodoxa cachensis är en korsblommig växtart som först beskrevs av Carlos Luis Spegazzini, och fick sitt nu gällande namn av Al-shehbaz. Aschersoniodoxa cachensis ingår i släktet Aschersoniodoxa och familjen korsblommiga växter. Inga underarter finns listade i Catalogue of Life.